# American-Racer-Klasse
Die American Racer-Klasse oder Challenger II-Klasse des Marad Design C4-S-64a war ein in fünf Einheiten gebauter Schiffstyp der United States Maritime Administration (MARAD). Eines der Schiffe, die American Racer transportierte im März 1966 die ersten Container aus den Vereinigten Staaten nach Europa.

## Geschichte
Der Entwurf des Typs C4-S-64a wurde von der US-amerikanischen Reederei United States Lines in Auftrag gegeben und führte die Entwicklungslinie der drei Anfang der 1960er Jahre gebauten Schiffe des Marad Design C4-S-60a fort. Der Bau der fünf jeweils gut zwölf Millionen US-Dollar teuren Schiffe wurde von der MARAD im Rahmen des Long Range Shipbuilding Program bei der Werft Sun Shipbuilding Company Chester, Pennsylvania in Auftrag gegeben, welche die Schiffsserie 1964/65 ablieferte. Eingesetzt wurden die Schiffe schließlich auf den von den United States Lines betriebenen Diensten von den Vereinigten Staaten nach Nordeuropa. Nach 18 Dienstjahren wurden alle fünf Schiffe 1983 außer Dienst gestellt und an die MARAD zurückgegeben. Zwei der Schiffe, die American Resolute und American Ranger wurden 2003 verschrottet, die American Rover folgte 2004. Die beiden verbleibenden Schiffe waren seit Juli 1983 Bestandteil der National Defense Reserve Fleet (NDRF) in Suisun Bay. Im August 2010 gab die MARAD die letzten beiden Schiffe, American Racer und American Reliance zur Verschrottung an die Abbruchwerft Esco Marine in Brownsville/Texas ab. Im Januar 2011 passierten beide Schiffe im Schlepp den Panamakanal und trafen in der zweiten Monatshälfte schließlich zum Abbruch ein.

## Technik
Sun Shipbuilding baute einen in vielerlei Hinsicht von den üblichen Stückgutschiffen abweichenden Entwurf mit kurz hinter der Schiffsmitte liegendem stromlinienförmigen Brückenhaus, stark vornüberfallendem Steven mit Bugwulst und einem Kreuzerheck. Ungewöhnlicher, wenn auch nicht so auffällig war die Aufteilung der Laderäume. Die ursprüngliche Aufteilung war die eines herkömmlichen Stückgutschiffs. Vor den Brückenaufbauten befanden sich die Laderäume 1 bis 4. Nach dem vorderen Laderaum 1 folgte der komplett auf Kühlladung ausgelegte Raum 2 und die auch in Längsrichtung geteilten Laderäume 3 und 4 mit Luken in drei Reihen und je drei Decks. Die Lukendeckel mit großem Decksöffnungsgrad auf dem Hauptdeck sollten im Zusammenhang mit den großen hydraulischen Zwischendecksluken einen problemlosen vertikalen Zugang zur Ladung gewährleisten. Die Umschlageinrichtungen in diesem Bereich bestanden aus Leichtladebäumen und einem mittig angebrachten 70-Tonnen-Schwergutgeschirr, dass die Laderäume 3 und 4 bedienen konnte. Im Achterschiff, hinter den Aufbauten befanden sich weitere zwei Trockenladeräume. Unter dem Laderaum 5 waren zusätzlich Ladetanks im Unterraum des Achterschiffes angeordnet, die durch Zwischendecksluken auch zur Beladung mit besonders zu separierenden Gütern geeignet waren. Kurz nach dem Bau wurden die Laderäume 3 und 4 durch Wegnahme der Zwischendecks und den Einbau von Cellguides in Containerladeräume umgebaut.
Der Schiffstyp erreichte durch seinen Getriebedampfturbinenantrieb Geschwindigkeiten von 21,5 bis 22 Knoten. Sowohl die Maschinenanlage, als auch zahlreiche andere Einrichtungen an Bord waren automatisiert oder fernüberwacht, um die Besatzungsstärke zu verringern. Dies führte 1968 sogar zu einem kurzfristigen und letztlich erfolglosen Streik der betreffenden Schiffsoffiziersgewerkschaft.

## Übersicht
Es wurden fünf C4-S-64a-Schiffe gebaut.
| MARAD Typ C4-S-64a | MARAD Typ C4-S-64a   | MARAD Typ C4-S-64a | MARAD Typ C4-S-64a           |
| Indienststellung   | Werft/Baunummer      | Bauname            | Umbenennungen und Verbleib   |
| ------------------ | -------------------- | ------------------ | ---------------------------- |
| 1964               | Sun Shipbuilding/629 | American Racer     | 1983 NDRF → 2011 abgebrochen |
| 1964               | Sun Shipbuilding/630 | American Ranger    | 2003 abgebrochen             |
| 1964               | Sun Shipbuilding/631 | American Reliance  | 1983 NDRF → 2011 abgebrochen |
| 1965               | Sun Shipbuilding/628 | American Rover     | 2004 abgebrochen             |
| 1965               | Sun Shipbuilding/632 | American Resolute  | 2003 abgebrochen             |